# Seimas

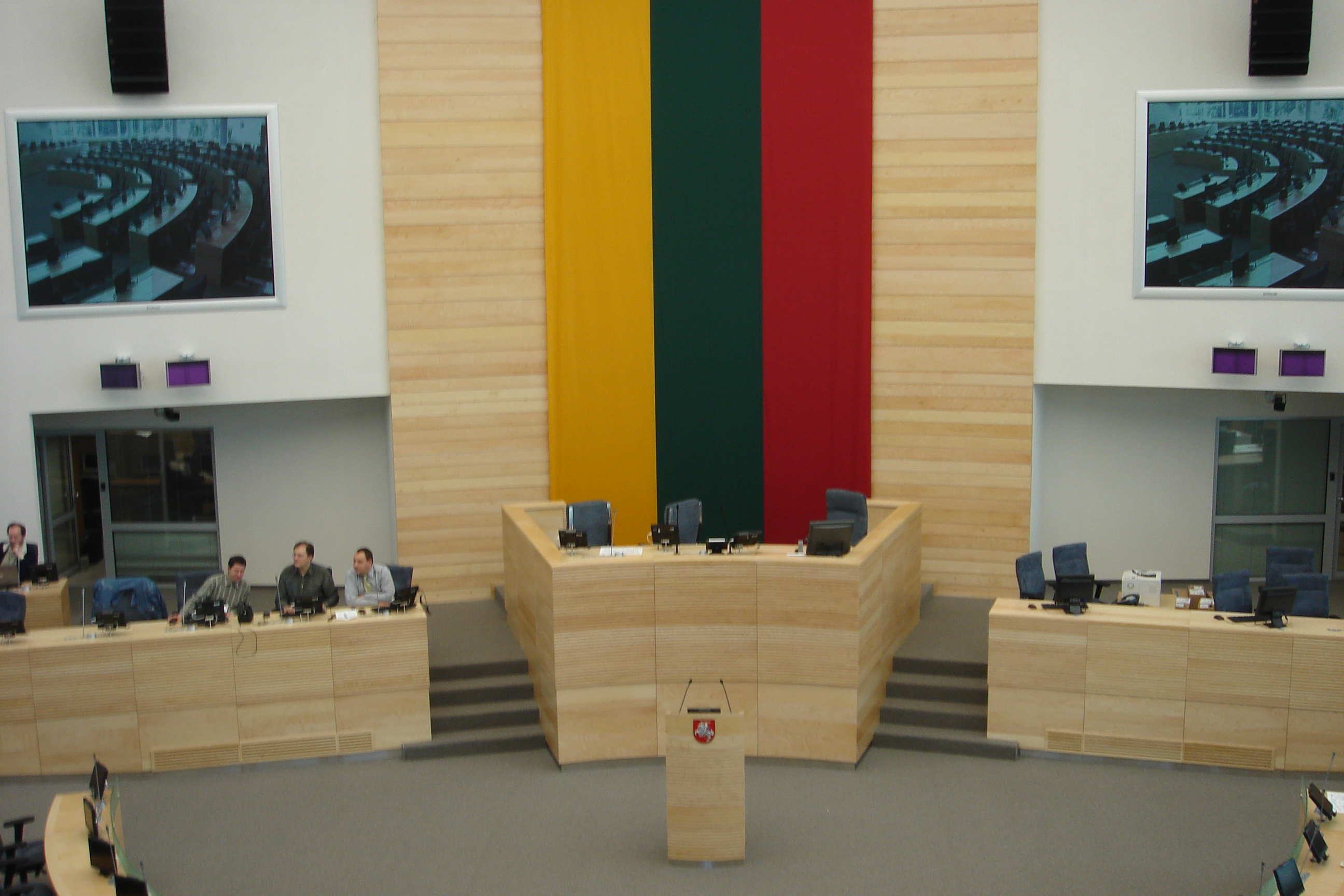
2.Palast Plenarsaal

2.Palast Plenarsaal

Der Seimas der Republik Litauen (litauisch Lietuvos Respublikos Seimas) ist das Parlament Litauens. Litauen hat ein Einkammersystem.
Der Name ist vom polnischen „Sejm“ abgeleitet und stammt aus der Zeit der polnisch-litauischen Rzeczpospolita. Er bezeichnete das höchste gesetzgebende Organ des Großfürstentums Litauen.

## Wahl
Die Legislaturperiode beträgt vier Jahre, passives Wahlrecht haben litauische Staatsbürger, die 25 Jahre oder älter sind, keine Strafe verbüßen und nicht einem anderen Staat durch Eid oder Versprechen verpflichtet sind (Art. 54 und 55, lit. Verfassung). 71 der Sitze werden als Direktmandate durch die Wahl in Wahlkreisen vergeben, die übrigen 70 an die best gereihten Kandidaten auf den Vorschlagslisten der Parteien, gemäß ihrem landesweiten proportionalen Anteil an den abgegebenen Stimmen. Es gilt eine Fünf-Prozent-Hürde, Listenverbindungen müssen 7 % erzielen, um im Seimas vertreten zu sein.

## Arbeit
Die Verfassung legt eine Frühlings- und eine Herbstsitzungsperiode fest, die vom 10. März bis zum 30. Juni bzw. vom 10. September bis zum 23. Dezember dauern (Art. 64, lit. Verfassung). Diese Sitzungsperioden können bei Bedarf verlängert werden (so geschehen im Falle des Amtsenthebungsverfahrens gegen Staatspräsident Rolandas Paksas). Zudem können außerordentliche Sitzungen einberufen werden, das Recht dazu haben der Vorsitzende des Seimas und der Staatspräsident.

## Aufgaben
Aufgaben des Seimas sind:
- Beratung und Beschluss von Verfassungsänderungen (3/5-Mehrheit aller Abgeordneten) und Gesetzen (einfache Mehrheit aller anwesenden Abgeordneten)
- Verabschiedung und Kontrolle des Staatsbudgets
- Kontrolle der Regierung
- Ansetzung von Volksbefragungen
- Ansetzung von Präsidentschaftswahlen und Kommunalwahlen
- Bestätigung des vom Staatspräsidenten vorgeschlagenen Kandidaten für das Amt des Ministerpräsidenten
- Bestätigung des vom Ministerpräsidenten vorgelegten Regierungsprogramms
- Bildung und Organisation der Regierungsinstitutionen
- Ernennung der höchsten Richter, des Obersten Rechnungsprüfers und des Vorsitzenden der Nationalbank sowie aller Leiter staatlicher Institutionen

## Zusammensetzung
Der Seimas besteht seit 1992 (wieder) aus einer Kammer mit 141 Abgeordneten.

## Geschichte

### Verfassunggebende Versammlung 1920–1922
Das erste Parlament der Republik Litauen wurde im April 1920 als verfassunggebende Versammlung durch freie und gleiche Wahlen bestimmt. Stimmberechtigt waren Männer und Frauen. Sie bestimmten 149 Volksvertreter, wobei die Christdemokraten mit 59 Sitzen die größte Fraktion stellten, vor der Bauernpartei mit 28 Sitzen. Die Verfassung gebende Versammlung trat erstmals am 15. Mai 1920 in Kaunas zusammen. Die eigentliche Hauptstadt Vilnius war damals polnisch besetzt. Zum ersten Vorsitzenden wählte die Versammlung Aleksandras Stulginskis.
Die bedeutendsten Gesetzgebungen waren die Erklärung der Wiederherstellung der Unabhängigkeit Litauens vom 15. Mai 1920, die Verabschiedung der Landreform am 3. April 1922, die Verabschiedung der Verfassung der Republik Litauen (1. August 1922) und die Einführung einer eigenen nationalen Währung, des Litas, im Jahre 1922. In seiner Amtszeit bis zum Oktober 1922 erließ die verfassunggebende Versammlung insgesamt etwa 150 Gesetze.

### Seimas 1922–1926
Am 11. und 16. Oktober 1922 wurde der 1. Seimas des unabhängigen Litauen gewählt. Rechtsgrundlage war die Verfassung vom 1. August 1922. Das Wahlrecht hatten Männer und Frauen mit einem Mindestalter von 24 Jahren. Die 78 Mitglieder wurden in 6 Wahlkreisen (Marijampolė, Kaunas, Raseiniai, Telšiai, Panevėžys und Utena) gewählt.
Nachdem die Regierung im Parlament keine Mehrheit gefunden hatte, wurden für den 12. und 13. Mai 1923 Neuwahlen zum 2. Seimas angesetzt. Bis zu den nächsten regulären Wahlen im Mai 1926 regierten nun die rechten Parteien (Christdemokraten, Bauernpartei) Litauen mit einer relativ stabilen Mehrheit im Parlament.

### Autoritäre Regierung und Auflösung des Seimas 1926–1936

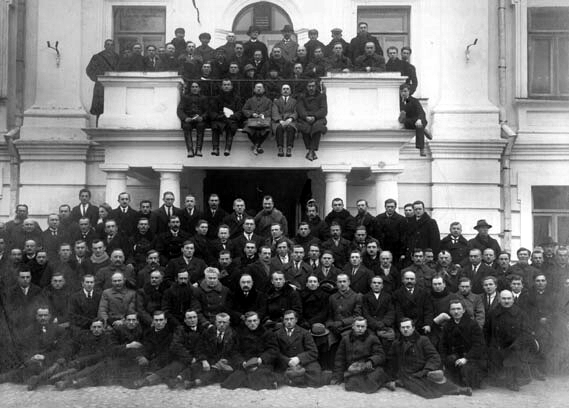
Die Abgeordneten des Seimas 1926

Für die Wahlen zum 3. Seimas vom 8. bis zum 10. Mai 1926 war aufgrund des Anschlusses des Memellandes noch ein siebter Wahlkreis „Memel“ gebildet worden. Auch stieg die Zahl der Abgeordneten auf 85. Die Wahlen im Mai 1926 brachten eine Mehrheit links der Mitte unter Beteiligung der Sozialdemokraten und zahlreichen Gesetzesänderungen (Aufhebung der Zensur, Abschaffung des Kriegsrechts, Legalisierung der Kommunistischen Partei), die den nationalkonservativen Kreisen ein Dorn im Auge waren. In einem Staatsstreich ernannten die Vertreter der konservativen Parteien einen neuen Staatspräsidenten, Antanas Smetona und bildeten eine neue Regierung. Als der Seimas dieser Regierung sein Misstrauen aussprach, vertagte Staatspräsident Smetona das Parlament am 17. Dezember 1926 und löste es am 12. April 1927 auf – ohne Neuwahlen anzuberaumen, wie es die Verfassung verlangt hätte.

### Marionetten-„Parlamente“ 1936–1940
Bis zum Jahr 1936 regierte Smetona unter Ausschaltung des Parlaments und auch die Wahlen zum 4. Seimas am 9. und 10. Juni 1936 waren keine freie Wahlen, da pro Wahlkreis (die Wahlkreise entsprachen nun den Verwaltungskreisen) nur ein Kandidat nominiert war, der zuvor von den Bezirksverwaltungen nominiert worden war. Insgesamt bestand dieser Seimas nur aus 49 Abgeordneten. Sie hatten lediglich das Recht über Verfassungsänderungen abzustimmen (so über die neue Verfassung von 1938), die Gesetzgebung, Ratifizierung internationaler Verträge und die Budgetgestaltung lagen in den Händen des Präsidenten Smetona.
Dieser Seimas wurde am 27. Juni 1940 von der sowjetischen Okkupationsmacht aufgelöst. Sie beraumte stattdessen Wahlen zu einem so genannten „Volks-Seimas“ an. Dessen Mitglieder konnten nicht frei gewählt werden, sondern waren wie 1936 zuvor als Alleinkandidaten nominiert worden. Vorrangige Aufgabe dieses Organs war der „Beitritt“ Litauens zur Sowjetunion im August 1940. Anschließend wurde der „Volks-Seimas“ zum Obersten Sowjet der Sozialistischen Republik Litauen umgewandelt.

### Oberster Sowjet (Restituierender Seimas) 1990–1992
Zu den regulären Wahlen zum Obersten Sowjet 1990 waren erstmals andere Parteien neben der Kommunistischen Partei Litauens zugelassen worden. Die Unabhängigkeitsbewegung „Sąjūdis“ erreichte bei den freien und fairen Wahlen im Februar 1990 96 der insgesamt 141 Sitze. Auf der ersten Sitzung am 11. März 1990 verabschiedete der Oberste Sowjet mit 124 Stimmen bei 6 Enthaltungen und ohne Gegenstimme die Erklärung, dass Litauen wieder unabhängig sei, die Verfassung von 1938 als einzige auf dem Staatsgebiet Litauens gültige Verfassung wieder in Kraft sei und der Oberste Sowjet das souveräne Organ litauischer Staatsgewalt sei. Der am selben Tag zum Parlamentsvorsitzenden gewählte Anführer des „Sąjūdis“, Vytautas Landsbergis, wurde zum neuen Staatsoberhaupt erklärt.
Auf dieser Grundlage wurde am 22. März 1990 das Gesetz über die litauische Regierung verabschiedet, woraufhin am 24. März 1990 eine neue litauische Regierung unter Ministerpräsidentin Kazimiera Prunskienė ernannt werden konnte. Bis zum Ende seiner Amtszeit galt die vorrangige Arbeit des Obersten Rates – Restituierenden Seimas, wie er nun genannt wurde, der Ausarbeitung einer neuen Verfassung, die am 25. Oktober 1992 verabschiedet wurde, sowie eines Gesetzbuches der Republik Litauen, das am 6. November 1992 verabschiedet wurde.

### Seimas 1992 bis heute
Nachdem der Oberste Sowjet im Juli 1992 das neue Wahlgesetz verabschiedet hatte, konnte im Oktober/November 1992 die erste Parlamentswahl im wieder unabhängigen Litauen stattfinden. Seither hat der Seimas sieben Wahlperioden regulär zu Ende geführt. Vorzeitige Neuwahlen konnten vermieden werden, wenn auch die Mehrheitsverhältnisse mehrmals während einer Legislaturperiode wechselten.

## Seimas-Kanzlei
Die Kanzlei des Seimas der Republik Litauen als eine staatliche Anstalt dient dem litauischen Parlament. Sie hat 1.155 Mitarbeiter (Stand: Oktober 2020).

## Leitung
Vorsitzende des Seimas der Republik Litauen
| Parlament              | Zeitraum  | Vorsitzende               | Premierminister      |
| ---------------------- | --------- | ------------------------- | -------------------- |
| Restituierender Seimas | 1990–1992 | Vytautas Landsbergis      | Kazimira Prunskienė  |
| Restituierender Seimas | 1990–1992 | Vytautas Landsbergis      | Albertas Šimėnas     |
| Restituierender Seimas | 1990–1992 | Vytautas Landsbergis      | Gediminas Vagnorius  |
| Restituierender Seimas | 1990–1992 | Vytautas Landsbergis      | Aleksandras Abišala  |
| 6. Seimas              | 1992–1996 | Algirdas Brazauskas       |                      |
| 6. Seimas              | 1992–1996 | Algirdas Brazauskas       | Bronislovas Lubys    |
| 6. Seimas              | 1992–1996 | Česlovas Juršėnas         |                      |
| 6. Seimas              | 1992–1996 | Adolfas Šleževičius       |                      |
| 6. Seimas              | 1992–1996 | Laurynas Stankevičius     |                      |
| 7. Seimas              | 1996–2000 | Vytautas Landsbergis      | Gediminas Vagnorius  |
| 7. Seimas              | 1996–2000 | Vytautas Landsbergis      | Rolandas Paksas      |
| 7. Seimas              | 1996–2000 | Vytautas Landsbergis      | Andrius Kubilius     |
| 8. Seimas              | 2000–2004 | Artūras Paulauskas        | Rolandas Paksas      |
| 8. Seimas              | 2000–2004 | Artūras Paulauskas        | Algirdas Brazauskas  |
| 9. Seimas              | 2004–2008 | Artūras Paulauskas        |                      |
| 9. Seimas              | 2004–2008 | Viktoras Muntianas        |                      |
| 9. Seimas              | 2004–2008 | Gediminas Kirkilas        |                      |
| 9. Seimas              | 2004–2008 | Česlovas Juršėnas         |                      |
| 10. Seimas             | 2008–2012 | Arūnas Valinskas          | Andrius Kubilius     |
| 10. Seimas             | 2008–2012 | Irena Degutienė           | Andrius Kubilius     |
| 11. Seimas             | 2012–2016 | Vydas Gedvilas            | Algirdas Butkevičius |
| 11. Seimas             | 2012–2016 | Loreta Graužinienė        | Algirdas Butkevičius |
| 12. Seimas             | 2016–2020 | Viktoras Pranckietis      | Saulius Skvernelis   |
| 13. Seimas             | 2020–2024 | Viktorija Čmilytė-Nielsen | Ingrida Šimonytė     |
| 14. Seimas             | seit 2024 | Saulius Skvernelis        | Gintautas Paluckas   |

## Altersvorsitzende
Als Altersvorsitzende die erste Seimas-Sitzung der entsprechenden Amtszeit leiteten:
- 1992: Juozas Bulavas (1909–1995), 83 Jahre
- 1996: Jonas Avyžius (1922–1999), 74 Jahre
- 2000: Kazys Bobelis (1923–2013), 77 Jahre
- 2004: Kazys Bobelis, 81 Jahre
- 2008: Vida Marija Čigriejienė (* 1936), 72 Jahre
- 2012: Vida Marija Čigriejienė, 76 Jahre
- 2016: Juozas Imbrasas (* 1941), 75 Jahre
- 2020: Antanas Vinkus (* 1942), 77 Jahre
- 2024: Birutė Vėsaitė (* 1951), 73 Jahre

## Oppositionsführer
- 2005, 2012: Andrius Kubilius
- 2010: Vytautas Gapšys
- Algirdas Butkevičius
- 2016–2019: Gabrielius Landsbergis
- 2019–2020: Viktorija Čmilytė
- 2021–2024: Saulius Skvernelis

## Seimas-Mitglieder
- Kategorie:Mitglied des Seimas